# Керезов, Ангел
Ангел Стоянов Керезов (болг. Ангел Стоянов Керезов, р.24 июля 1939) — болгарский борец греко-римского стиля, призёр Олимпийских игр, чемпион мира.
Родился в 1939 году в селе Приселци общины Несебыр Бургасской области. В 1964 году завоевал серебряную медаль Олимпийских игр в Токио. На чемпионате мира 1965 года стал обладателем бронзовой медали. В 1966 году стал победителем чемпионата мира в своей весовой категории.